# Jamie O'Hara
Jamie Darryl O'Hara, född 25 september 1986, är en engelsk fotbollsspelare (mittfältare). O'Hara har tidigare spelat för Tottenham, Portsmouth och Fulham. Han spelade bland annat för Portsmouth i FA Cup-finalen 2010. Han var gift med modellen Danielle Lloyd mellan åren 2012 och 2014.